# La Levada
La Levada (en francès Lalevade-d'Ardèche) és un municipi francès situat al departament de l'Ardecha i a la regió d'Alvèrnia-Roine-Alps. L'any 2007 tenia 1.177 habitants.

## Demografia

### Població
El 2007 la població de fet de Lalevade-d'Ardèche era de 1.177 persones. Hi havia 538 famílies de les quals 214 eren unipersonals (80 homes vivint sols i 134 dones vivint soles), 151 parelles sense fills, 118 parelles amb fills i 55 famílies monoparentals amb fills.
La població ha evolucionat segons el següent gràfic:
Habitants censats

### Habitatges
El 2007 hi havia 642 habitatges, 551 eren l'habitatge principal de la família, 40 eren segones residències i 51 estaven desocupats. 411 eren cases i 227 eren apartaments. Dels 551 habitatges principals, 291 estaven ocupats pels seus propietaris, 248 estaven llogats i ocupats pels llogaters i 13 estaven cedits a títol gratuït; 5 tenien una cambra, 50 en tenien dues, 158 en tenien tres, 184 en tenien quatre i 153 en tenien cinc o més. 339 habitatges disposaven pel capbaix d'una plaça de pàrquing. A 284 habitatges hi havia un automòbil i a 156 n'hi havia dos o més.

### Piràmide de població
La piràmide de població per edats i sexe el 2009 era:
| Homes | Edats   | Dones |
| ----- | ------- | ----- |
| 4     | 95 o +  | 0     |
| 0     | 90 a 94 | 20    |
| 12    | 85 a 89 | 24    |
| 20    | 80 a 84 | 36    |
| 12    | 75 a 79 | 48    |
| 44    | 70 a 74 | 36    |
| 16    | 65 a 69 | 28    |
| 48    | 60 a 64 | 40    |
| 4     | 55 a 59 | 20    |
| 20    | 50 a 54 | 16    |
| 16    | 45 a 49 | 24    |
| 40    | 40 a 44 | 20    |
| 36    | 35 a 39 | 48    |
| 40    | 30 a 34 | 40    |
| 32    | 25 a 29 | 32    |
| 16    | 20 a 24 | 32    |
| 20    | 15 a 19 | 32    |
| 12    | 10 a 14 | 20    |
| 36    | 5 a 9   | 28    |
| 32    | 0 a 4   | 20    |

## Economia
El 2007 la població en edat de treballar era de 657 persones, 436 eren actives i 221 eren inactives. De les 436 persones actives 395 estaven ocupades (205 homes i 190 dones) i 41 estaven aturades (24 homes i 17 dones). De les 221 persones inactives 79 estaven jubilades, 54 estaven estudiant i 88 estaven classificades com a «altres inactius».

### Ingressos
El 2009 a Lalevade-d'Ardèche hi havia 522 unitats fiscals que integraven 1.091,5 persones, la mediana anual d'ingressos fiscals per persona era de 14.307 €.

### Activitats econòmiques
Dels 93 establiments que hi havia el 2007, 3 eren d'empreses extractives, 4 d'empreses alimentàries, 3 d'empreses de fabricació d'altres productes industrials, 12 d'empreses de construcció, 17 d'empreses de comerç i reparació d'automòbils, 6 d'empreses de transport, 9 d'empreses d'hostatgeria i restauració, 5 d'empreses financeres, 6 d'empreses immobiliàries, 8 d'empreses de serveis, 15 d'entitats de l'administració pública i 5 d'empreses classificades com a «altres activitats de serveis».
Dels 33 establiments de servei als particulars que hi havia el 2009, 1 era una oficina de correu, 2 oficines bancàries, 3 tallers de reparació d'automòbils i de material agrícola, 1 taller d'inspecció tècnica de vehicles, 1 autoescola, 3 paletes, 2 guixaires pintors, 5 fusteries, 2 lampisteries, 4 perruqueries, 1 veterinari, 5 restaurants, 2 agències immobiliàries i 1 tintoreria.
Dels 10 establiments comercials que hi havia el 2009, 1 era un hipermercat, 1 una botiga de més de 120 m², 3 fleques, 2 carnisseries, 1 una peixateria, 1 una llibreria i 1 una joieria.

## Equipaments sanitaris i escolars
L'únic equipament sanitari que hi havia el 2009 era una farmàcia.
El 2009 hi havia 2 escoles elementals.

## Poblacions més properes
El següent diagrama mostra les poblacions més properes.